# Ялпуг
Ялпуг (или Ялпух) — пресноводное лиманное озеро, находящееся на Юго-Западе Украины в Одесской области, крупнейшее природное озеро Украины. Длина 38 км, ширина до 7 км, площадь 149 км². Средняя глубина — около 2,6 м, максимальная (в половодье и паводки) — 6,0 м. Объём воды — 0,387 км³. Площадь водосборного бассейна — 4300 км². Высота над уровнем моря — 2,4 м. Сообщается с Дунаем через озеро Кугурлуй.
Территориально расположено в Болградском и Измаильском районах Одесской области.
Основная впадающая река — Ялпуг, подземные источники которой берут начало в селе Ялпуг (Чимишлийский район Молдавии). Водоём используется для питьевого водоснабжения прилегающих населённых пунктов, рыбоводства, рекреации, а в летние месяцы осуществляется забор воды в ирригационных целях.

## Название
Первые упоминания про озеро Ялпуг зафиксированы в 1445 и 1448 годах. Гидроним заимствован у ногайских татар, проживавших в Буджаке несколько веков, и выводят от тюркского jalpyh — «сахарный», за белые, как сахар, берега озера Ялпуг. Название реки связано с природным засолением почв, которое обусловлено неглубоким залеганием аллювиальных отложений в водосборе, в сочетании с высокой степенью испарения влаги из почвы, которое превышает среднее многолетнее количество осадков.

## Формирование
По своему происхождению озеро Ялпуг относится к группе речных озёр и было сформировано благодаря разливам Дуная. Центральная часть эстуария Дуная была заполнена наносами, что привело к превращению заливов в лиманы в конце новоэвксинского времени и начале древнечерноморского периода.

## География
Котловина озера имеет вытянутую форму. Восточный и западный берега возвышены, расчленены балками, южные — песчаные, крайний северный участок побережья заболочен и порос тростником. Температура воды летом +24 — +25 °C; зимой озеро замерзает, ледовой режим нестабильный. В южной части Ялпуг соединён проливом с озером Кугурлуй, где в самой узкой части пролива в 70-х годах XX века была сооружена дамба с мостом в средней части, по которой была проложена дорога Измаил — Рени. После возведения дамбы водообмен между озёрами Ялпуг и Кугурлуй сократился почти на треть, что повысило уровень загрязнения Ялпуга. На северном берегу озера, при впадении реки Ялпуг, расположен город Болград.
Водное питание озера осуществляется преимущественно за счёт водообмена с Дунаем через озеро Кугурлуй. С севера в озеро впадает река Ялпуг, с востока, возле сёл Тополиного и Криничного, соответственно, — небольшие речки Мынзул и Карасулак. Также на водный баланс озера оказывает некоторое влияние сток дождевых вод по системе балок, сходящихся к озеру.
Колебания уровней воды в озере происходит под влиянием изменений стока воды в Дунае и распределяется на сезонные фазы: зимний минимум и максимум, весенний минимум, весенне-летний максимум, осенний минимум. Амплитуда колебания составляет 360 см.
НПУ (нормальный подпорный уровень) установлен на отметке 2,8 метра Балтийской системы (мБС), однако в результате существенных летних испарений и затрат воды на водопотребление города Болграда, прибережных сёл и орошение уровень воды в жаркие периоды года существенно снижается, так как заполнение озера возможно исключительно при существенном весеннем паводке в реке Дунай.
Озеро Ялпуг находится в зоне неустойчивых ледовых явлений. Сплошным льдом озеро покрывается не каждый год. В течение зимы может быть несколько замерзаний и вскрытия льда. Как правило, замерзает Ялпуг примерно в конце ноября, а вскрывается во второй половине марта, держится лёд иногда полтора, а иногда и три с половиной месяца.
Дно озера сложено тёмно-серыми илами, занимающими около половины площади дна и находящимися в основном в глубокой центральной части озера. Прибрежье — глинисто- и илисто-песчаное. На некоторых участках литорали зафиксировано появление чёрного ила.
Для литоральной зоны характерны илистый песок, на отдельных участках — глинистый грунт, галечник, заиленная битая ракуша; в затишных местах — ил. Около дамбы расположены заиленные россыпи гальки и гравия, перемежаемые участками песчаного и илистого грунта.

## Гидрохимический режим озера
Гидрохимический режим озера в значительной степени зависит от водообмена с Дунаем и почвенного питания. Степень минерализации воды озера зависит от водозабора и испарения воды. Результаты исследований дали возможность разделить развитие гидрохимического режима озера на несколько периодов:
1) 1951—1960 гг. — период, когда общая минерализация воды в озере не превышала 500 мг/дм³ и примерно на 100 мг/дм³ была выше минерализации воды р. Дунай.
2) 1963—1985 гг. — период постоянного роста минерализации воды и главных ионов в озере.
3) 1986—1990 гг. — период значительного снижения и стабилизации минерализации воды в озере.
4) 1991—2013 гг. — период стабильно повышенной минерализации воды озера Ялпуг — г. Болград, колебания которой зависит от водообмена с Дунаем и минерализации стока реки Ялпуг.

## Солевой состав и минерализация воды
Проведённые в период 1951—2013 гг. исследования показали, что общая минерализация воды оз. Ялпуг — г. Болград менялась от 216,8 до 2572 мг/дм³. В северной части озера уровень минерализации гораздо больший, чем в южной части, что связано, прежде всего, с удалённостью от реки Дунай, которая способствует водообмену и уменьшению общей минерализации, а также с впадением в озеро загрязнённого и значительно более минерализированного стока реки Ялпуг, которая формируется на территории Молдовы.
С годами, качество воды в реке Ялпуг ухудшается, а её минерализация постепенно растёт за счёт хлоридов, сульфатов, натрия и магния. Средняя минерализация воды реки за 2007—2012 гг. составила 4690,9 мг/дм³, что в 3,63 раза превышает минерализацию воды этой же реке за 1947—1949 гг. Содержание хлоридов, сульфатов, натрия и магния в воде реки за этот период возросло соответственно в 5,9, 4,09, 3,38 и 6,47 раза. В данное время вода реки Ялпуг является основным источником загрязнения северной, относительно мелководной части озера Ялпуг.

## Антропогенное воздействие человека
В период 1970—1980 гг. в Молдавию для применения в сельском хозяйстве было завезено значительное количество минеральных удобрений, пестицидов и особо опасных инсектицидов ДДТ (дуст) и ГХЦГ (линдан). В течение 1975—1987 гг. неиспользованные ядохимикаты складировались в неприспособленных помещениях сельхозпредприятий. В 1985 году попадание ядохимикатов в грунтовые и поверхностные воды (территория современной Гагаузии) вызвало массовую гибель рыбы и другой водной живности в озере Ялпуг. Последняя партия просроченных удобрений, пестицидов и ядохимикатов, которые хранились на складах в Гагаузии, была вывезена для утилизации в мае 2018 года.
В настоящее время наибольшее антропогенное воздействие на озеро Ялпуг оказывает река Ялпуг, в которую сбрасываются неочищенные стоки промышленных и хозяйственных объектов, находящихся вдоль реки на территории Гагаузии, Чимишлийского и Тараклийского районов. Проведённые лабораторные исследования показали, что вода реки Ялпуг относится к самой низкой — V категории качества (очень загрязнённая).

## Ирригационная оценка воды
Вода озера Ялпуг используется для орошения 12,1 тыс. га земель Новосёловской, Котловинской, Межрайонной, Виноградовской, Ялпугской, Озернянской оросительных систем и участков «малого» орошения в хозяйствах Болградского района.
По большинству методов проведённой ирригационной оценки, вода оз. Ялпуг — г. Болград является непригодной для «прямого» орошения и требует насыщения перед поливом кальциевыми солями, а в некоторые периоды ликвидации соды и разбавления пресной водой.

## Оценка качества воды для водоснабжения
Имеющиеся в воде озера Ялпуг компоненты солевого состава, специфические вещества токсического действия и эколого-санитарные показатели делают её непригодной для питьевого водоснабжения. Вместе с этим, вода озера Ялпуг является единственным источником питьевого водоснабжения г. Болград и прилегающих населённых пунктов, что требует дорогостоящей многоступенчатой очистки воды для приведения её к санитарным нормам.
В настоящее время разрабатывается проект магистрального водопровода для водообеспечения г. Болград и населённых пунктов Болградского района питьевой водой из подземных источников с. Матроска (Измаильский район).

## Флора и фауна
Берега озера поросли тростником и осокой, в озере распространены водоросли и другая водная растительность. В северной части водоём зарастает преимущественно камышом, а на юге растут сусак, схеноплектус озёрный и другие. Водная растительность занимает 24 % общей площади водоёма. На погружённую (подводную) растительность озеро бедное.
Озеро богато ихтиофауной, в нём обитает около 40 видов рыбы, много раков. Как и в других Придунайских водоёмах, в озере Ялпуг под воздействием ветра происходит интенсивное перемешивание водных масс. В результате водоём летом хорошо прогревается и на разных глубинах изменения температур и растворённых газов незначительны.

## Исторические факты
В ходе археологических исследований, на берегах водоёма были найдены остатки поселений древнего человека, включая представителей трипольской и черняховской культур, предметы быта и украшения из древних Греции и Рима, находки поры османского владычества. В ноябре 2010 года на западном берегу озера найдены две золотые накладки на конскую сбрую с гранатами-альмандинами и переданы в музей Придунавья.
Проведенным в период с 1822 по 1828 год статистическим описанием вошедших в Российскую Империю земель Бессарабии по Берлинскому трактату, значится, что в период их нахождения в Османской империи, в проливе между озёрами Ялпуг и Кугурлуй действовала паромная переправа для сообщения между Измаилом и Рени.
Начиная с 1858 года, озеро находилось в собственности Попечительства болградского лицея для мальчиков «Король Карл II», которое сдавало его в аренду рыболовным кооперативам.
В 1914 году по озеру между Болградом и Измаилом было открыто водное сообщение, которое обеспечивали 2 парохода и 20 барж, что позволило доставлять железнодорожные грузы в дунайские порты, поскольку Измаил и другие дунайские пристани в то время не были связаны железной дорогой с другими городами.
В период 1918—1944 гг. озеро использовалось в качестве гидродрома школы гидроавиации, которая находилась с. Чишма-Варуита (совр. с. Криничное).
В период 1950—1960 гг. озеро использовалось для доставки пассажиров судами с малой осадкой Советского Дунайского пароходства. Использование озера в транспортных целях прекратилось после завершения сооружения в период 1960—1973 гг., протяжённой системы дамб и каналов со шлюзами, которые были возведены для защиты прилегающих к реке территорий от затопления и регулирования уровня воды в озёрах в интересах сельского хозяйства. Водоём планировали включить в самую крупную оросительную систему Молдавии, которая создавалась на основе Тараклийского водохранилища, в которой источником орошения выступала река Дунай с промежуточным накоплением воды в озере Ялпуг. Работы по реализации проекта были прекращены после распада СССР.
После построения дамбы и осушения поймы водообмен между Дунаем и озером Ялпуг уменьшился примерно в 100—200 раз, а водообмен между озёрами Ялпуг и Кугурлуй сократился почти на треть, что повысило степень загрязнения озера Ялпуг из-за роста уровня минерализации.